# Beizhen
Beizhen (北镇市S, BěizhènP) è una città-contea della Cina, situata nella provincia di Liaoning e amministrata dalla prefettura di Jinzhou.